# Chữ số

Mười chữ số của hệ thống chữ số Ả Rập theo thứ tự về giá trị

Trong toán học và khoa học máy tính, một chữ số là một ký hiệu (một ký hiệu bằng số, ví dụ "3" hoặc "7") được dùng trong các con số (kết hợp với các ký hiệu, ví dụ "37") để tượng trưng cho một số (số nguyên hoặc số thực) trong dãy số của hệ thống số. Thuật ngữ "con số" xuất phát từ sự kiện 10 số (tiếng Latin cổ digita có nghĩa là "ngón tay") của hai bàn tay tương ứng với 10 ký hiệu của hệ thống số cơ bản, ví dụ như số thập phân (một tính từ trong tiếng Latin cổ dec. có nghĩa là mười).
Đối với một hệ thống số đã cho có cơ số nguyên, số chữ số được yêu cầu để thể hiện các số tùy ý bằng giá trị tuyệt đối của cơ số. Ví dụ: hệ thập phân (cơ số 10) yêu cầu mười chữ số (0 đến 9), trong khi hệ nhị phân (cơ số 2) có hai chữ số (ví dụ: 0 và 1).

## Tổng quan
Trong một hệ đếm cơ bản, một số là một chuỗi các chữ số, có thể có độ dài tùy ý. Mỗi vị trí trong chuỗi chữ số có một giá trị vị trí và mỗi chữ số có một giá trị. Giá trị của chữ số được tính bằng cách nhân từng chữ số trong chuỗi với giá trị vị trí của nó và cộng tổng các kết quả.

### Giá trị số
Mỗi chữ số trong một hệ thống số đại diện cho một số nguyên. Ví dụ, trong hệ thập phân các chữ số "1" đại diện cho nguyên một, và trong hệ thập lục phân hệ thống, chữ "A" đại diện cho số mười. Một hệ thống số vị trí có một chữ số duy nhất cho mỗi số nguyên từ 0 đến cơ số của hệ đếm trừ 1.
Do đó, trong hệ thập phân, các số từ 0 đến 9 có thể được biểu thị bằng các chữ số tương ứng "0" đến "9" ở vị trí "đơn vị" ngoài cùng bên phải. Số 12 có thể được biểu thị bằng chữ số "2" ở vị trí đơn vị và với chữ số "1" ở vị trí "hàng chục", ở bên trái của "2" trong khi số 312 có thể được biểu thị bằng ba chữ số: "3" ở vị trí "hàng trăm", "1" ở vị trí "hàng chục" và "2" ở vị trí "hàng đơn vị".

### Tính toán giá trị vị trí
Các hệ thống số Hindu-Arab (hoặc hệ thống số Hindu) sử dụng một phân số thập phân, thường là một dấu chấm trong tiếng Anh, hoặc một dấu phẩy trong các ngôn ngữ khác tại châu Âu, để biểu thị "hàng đơn vị",  mà có giá trị vị trí là 1. Mỗi vị trí kế tiếp bên trái của giá trị này có giá trị vị trí bằng với giá trị vị trí của chữ số trước nhân với cơ số. Tương tự, mỗi vị trí kế tiếp ở bên phải của dấu phân cách có giá trị vị trí bằng với giá trị vị trí của chữ số trước chia cho cơ số. Ví dụ: trong số 10.34 (được viết trong cơ số 10),
0 nằm ngay bên trái của dấu phân cách, vì vậy nó nằm ở vị trí của một hoặc đơn vị, và được gọi là chữ số hàng đơn vị  ;
1 ở bên trái của số trước đó, nó nằm ở vị trí hàng chục và được gọi là chữ số hàng chục;
số 3 nằm ở bên phải của chữ số hàng đơn vị, vì vậy nó nằm ở vị trí thứ mười và được gọi là chữ số hàng phần mười;
số 4 ở bên phải của vị trí thứ mười nằm ở vị trí thứ một trăm và được gọi là chữ số hàng phần trăm.
Tổng giá trị của số là 1 mười, 0 đơn vị, 3 phần mười và 4 phần trăm. Lưu ý rằng số 0, nghĩa là số không có giá trị, chỉ ra rằng số 1 ở vị trí hàng chục thay vì ở vị trí hàng đơn vị.
Giá trị vị trí của bất kỳ chữ số đã cho nào trong một chữ số có thể được đưa ra bằng một phép tính đơn giản, bản thân nó là một lời khen ngợi cho logic đằng sau các hệ thống chữ số. Tính toán liên quan đến phép nhân của chữ số đã cho nhân với (cơ số) mũ n − 1, trong đó n đại diện cho vị trí của chữ số từ dấu phân cách; giá trị của n là dương (+), nhưng điều này chỉ khi chữ số ở bên trái của dấu phân cách. Và ở bên phải, chữ số được nhân cơ sở mũ âm (-) n. Ví dụ: trong số 10.34 (được viết bằng cơ số 10)
1 là thứ hai bên trái của dấu phân cách, vì vậy dựa trên tính toán, giá trị của nó là,
{\displaystyle n-1=2-1=1}
{\displaystyle 1\times 10^{1}=10}
số 4 đứng thứ hai bên phải dải phân cách, do đó, dựa trên tính toán, giá trị của nó là,
{\displaystyle n=-2}
{\displaystyle 4\times 10^{-2}={\frac {4}{100}}}

## Lịch sử

Glyph được sử dụng để đại diện cho các chữ số của hệ thống chữ số Ả Rập Hindu Hindu.

Hệ thống chữ số định vị bằng văn bản thực sự đầu tiên được coi là hệ thống chữ số Ả Rập Hindu. Hệ thống này được thành lập tư thế kỷ 7 ở Ấn Độ, nhưng chưa ở dạng hiện đại vì việc sử dụng chữ số 0 vẫn chưa được chấp nhận rộng rãi. Thay vì số 0 đôi khi các chữ số được đánh dấu bằng dấu chấm để biểu thị tầm quan trọng của chúng hoặc khoảng trắng được sử dụng làm để giữ chỗ. Việc sử dụng số 0 được thừa nhận rộng rãi đầu tiên là vào năm 876. Các chữ số ban đầu rất giống với các chữ số hiện đại, thậm chí các chữ tượng hình được sử dụng để thể hiện các chữ số.

Các chữ số của hệ thống chữ số Maya

Đến thế kỷ 13, các chữ số Ả Rập phương Tây đã được chấp nhận trong giới toán học châu Âu (Fibonacci đã sử dụng chúng trong cuốn sách Liber Abaci của ông). Chúng bắt đầu được sử dụng phổ biến vào thế kỷ 15. Đến cuối thế kỷ 20 hầu như tất cả các tính toán không máy tính trên thế giới đều được thực hiện bằng chữ số Ả Rập, và chúng đã thay thế các hệ thống chữ số bản địa trong hầu hết các nền văn hóa.

### Hệ thống số khác trong lịch sử sử dụng chữ số
Tuổi chính xác của các chữ số Maya là không rõ ràng, nhưng có thể nó cũ hơn hệ thống tiếng Ả Rập Hindu. Hệ thống này là hệ nhị thập phân (cơ số 20), vì vậy nó có hai mươi chữ số. Người Maya đã sử dụng biểu tượng vỏ sò để thể hiện số không. Chữ số được viết theo chiều dọc, với các chữ số ở dưới cùng. Người Maya không có kỹ tự tương đương với dấu tách thập phân hiện đại, vì vậy hệ thống của họ không thể biểu thị các phân số.
Hệ thống chữ số của Thái Lan giống hệt với hệ thống chữ số Ả Rập Hindu ngoại trừ các ký hiệu được sử dụng để thể hiện các chữ số. Việc sử dụng các chữ số này ít phổ biến hơn ở Thái Lan so với trước đây, nhưng chúng vẫn được sử dụng cùng với các chữ số Ả Rập.
Các chữ số hình que, dạng viết của các thanh đếm từng được các nhà toán học Trung Quốc và Nhật Bản sử dụng, là một hệ thống vị trí thập phân có thể biểu thị không chỉ số 0 mà cả số âm. Việc đếm que có trước hệ thống chữ số Ả Rập Hindu. Các chữ số Tô Châu là các biến thể của chữ số dùng que.